# 韦尔瓜尼昂
韦尔瓜尼昂（法語：Vergoignan，法語發音：[vɛʁɡwaɲɑ̃]）是法国热尔省的一个市镇，属于米朗德区。

## 地理
韦尔瓜尼昂（43°43'4"N, 0°11'54"W）面积10.44 平方千米，位于法国奧克西塔尼大區热尔省，该省份为法国西南部内陆省份，北起顺时针与洛特-加龙省、塔恩-加龙省、上加龙省、上比利牛斯省、大西洋比利牛斯省和朗德省接壤。
与韦尔瓜尼昂接壤的市镇（或旧市镇、城区）包括：阿杜尔河畔艾尔、下阿尔布拉德、热尔省巴瑟洛讷、勒乌加、吕佩-维奥勒。

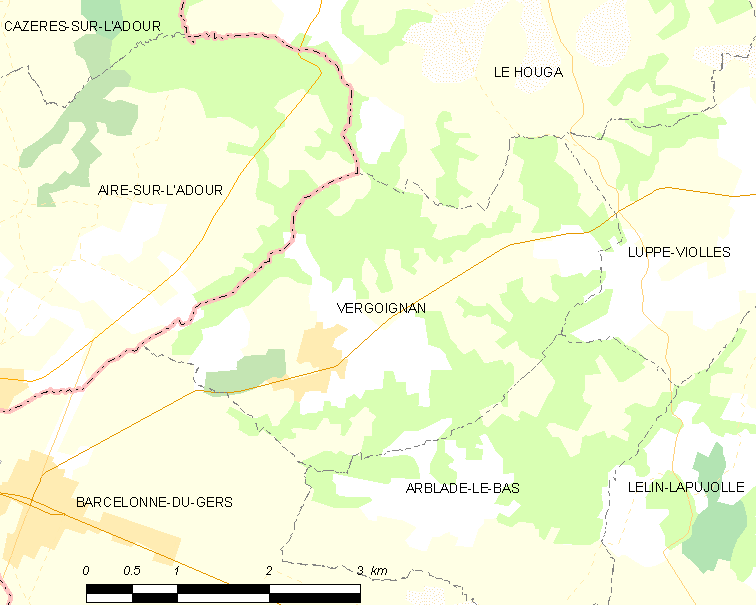
韦尔瓜尼昂的OSM定位图

韦尔瓜尼昂的时区为UTC+01:00、UTC+02:00（夏令时）。

## 行政
韦尔瓜尼昂的邮政编码为32720，INSEE市镇编码为32460。

## 政治
韦尔瓜尼昂所属的省级选区为热尔阿杜尔县。

## 人口

1962-2008年间韦尔瓜尼昂人口变化图示

韦尔瓜尼昂于2022年1月1日时的人口数量为316人。